# Lukas Schobesberger
Lukas Schobesberger (* 14. Januar 1997 in Innsbruck) ist ein österreichischer Politiker (NEOS – Das Neue Österreich). Er wurde am 3. Juli 2022 zum Bundesvorsitzenden der Jungen liberalen Studierenden – JUNOS gewählt.

## Leben

### Werdegang
Schobesberger wuchs in Innsbruck auf und besuchte das Abendgymnasium für Berufstätige Adolf-Pichler-Platz. Er studierte von 2018 bis 2022 die beiden Bachelorstudiengänge Wirtschaftswissenschaften - Management and Economics und Soziologie an der Leopold-Franzens-Universität Innsbruck und verfolgt seit März 2022 den Masterstudiengang Organization Studies an der Fakultät für Betriebswirtschaft an der Universität Innsbruck. Bereits seit seiner Schulzeit arbeitet Schobesberger nebenbei in der Gastronomie, aber auch in diversen Funktionen bei NEOS. Die meiste Zeit seines Studiums war er in der Vertretung der Studierenden an der Universität Innsbruck und ganz Österreich tätig.

### Politische Tätigkeit
2019 übernahm Schobesberger erstmals eine Funktion bei JUNOS Studierende und baute in Innsbruck ein Team für die ÖH-Wahl 2021 auf, wo er als Spitzenkandidat an der Universität Innsbruck und als Bundeslistenplatz 2 ins Rennen ging. Nach dem Wahlkampf konnten die JUNOS-Studierenden in Innsbruck unter Schobesbergers Leitung in alle Hochschülerschaften einziehen und ÖH-Vorsitzende stellen.
Schobesberger ist seit Juni 2021 erster stellvertretender Vorsitzender der ÖH Innsbruck und vertritt dabei die Interessen der Studierenden der LFU Innsbruck gegenüber Politik, Gesellschaft und Universität. Im Rahmen dieser Tätigkeit wurde er auch Student Counsilor im Aurora European University Alliance Student Council.
Er erlangte überdies ein Mandat in der ÖH-Bundesvertretung und vertritt seitdem dort die Interessen von Studierenden in Österreich.
Im Juli 2021 wurde Schobesberger zudem zum stellvertretenden Bundesvorsitzenden der JUNOS-Studierenden gewählt, woraufhin er im Juli 2022 das Amt des Bundesvorsitzenden von seiner Vorgängerin Sophie Wotschke übernahm, nunmehr Bundesvorsitzende der JUNOS – Junge liberale NEOS.
Am 4. Februar 2023 wurde Schobesberger zum österreichweiten Spitzenkandidaten der JUNOS Studierende für die ÖH-Wahl 2023 gewählt.
Am 11. November 2023 wurde Schobesberger zum Listenplatz 2 der NEOS Innsbruck Liste für die Innsbrucker Gemeinderatswahl 2024 gewählt.

### Weiteres politisches Wirken
Schobesberger kandidierte bei der Tiroler Landtagswahl 2022 auf Platz 2 der Bezirksliste Innsbruck-Stadt der NEOS und forderte dabei den Ausbau der Stadt Innsbruck zur Bildungshauptstadt Westösterreichs.